# Last Hurrah
Pour les articles homonymes, voir The Last Hurrah.
Singles de Bebe Rexha
Say My Name
(2018) Call You Mine
(2019)
Last Hurrah est une chanson de l'auteure-compositrice-interprète américaine Bebe Rexha sortie le 15 février 2019.

## Clip vidéo
Le clip vidéo de Last Hurrah est sorti le 21 février 2019. Il est réalisé par Joseph Kahn.

## Accueil commercial
Aux États-Unis, après s'être classée plusieurs semaines dans le Bubbling Under Hot 100, la chanson Last Hurrah atteint la 98e place du Billboard Hot 100 début avril 2019.

## Classements
| Classement (2019)                              | Meilleure position |
| ---------------------------------------------- | ------------------ |
| Allemagne (GfK Entertainment)                  | 84                 |
| Australie (ARIA)                               | 65                 |
| Autriche (Ö3 Austria Top 40)                   | 70                 |
| Belgique (Flandre Ultratop 50 Singles)         | 47                 |
| Belgique (Wallonie Ultratip Bubbling Under 50) | 8                  |
| Belgique (Wallonie Ultratop 50 Airplay)        | 39                 |
| Canada (Hot 100)                               | 73                 |
| Canada (Digital Songs)                         | 17                 |
| Écosse (OCC)                                   | 20                 |
| États-Unis (Hot 100)                           | 98                 |
| États-Unis (Adult Pop Songs)                   | 23                 |
| États-Unis (Dance/Mix Show Airplay)            | 38                 |
| États-Unis (Digital Songs)                     | 19                 |
| États-Unis (Pop Airplay)                       | 22                 |
| Grèce (IFPI Greece)                            | 24                 |
| Hongrie (Stream Top 40)                        | 19                 |
| Irlande (IRMA)                                 | 31                 |
| Lituanie (AGATA)                               | 18                 |
| Mexique (Mexico Ingles Airplay (en))           | 11                 |
| Norvège (VG-lista)                             | 10                 |
| Nouvelle-Zélande (Hot Singles)                 | 14                 |
| Pays-Bas (Nederlandse Top 40)                  | 26                 |
| Pays-Bas (Single Top 100)                      | 63                 |
| Roumanie (Airplay 100)                         | 92                 |
| Royaume-Uni (UK Singles Chart)                 | 50                 |
| Slovaquie (IFPI Singles Digitál)               | 22                 |
| Suède (Sverigetopplistan)                      | 57                 |
| Suisse (Schweizer Hitparade)                   | 77                 |
| Tchéquie (IFPI Rádio)                          | 17                 |
| Tchéquie (IFPI Singles Digitál)                | 30                 |